# Tennille (Geórgia)
Tennille é uma cidade localizada no estado americano de Geórgia, no Condado de Washington.

## Demografia
Segundo o censo americano de 2000, a sua população era de 1505 habitantes.
Em 2006, foi estimada uma população de 1468, um decréscimo de 37 (-2.5%).

## Geografia
De acordo com o United States Census Bureau tem uma área de 4,4 km², dos quais 4,4 km² cobertos por terra e 0,0 km² cobertos por água.

## Localidades na vizinhança
O diagrama seguinte representa as localidades num raio de 20 km ao redor de Tennille.